# Брагінський Лев Мойсейович

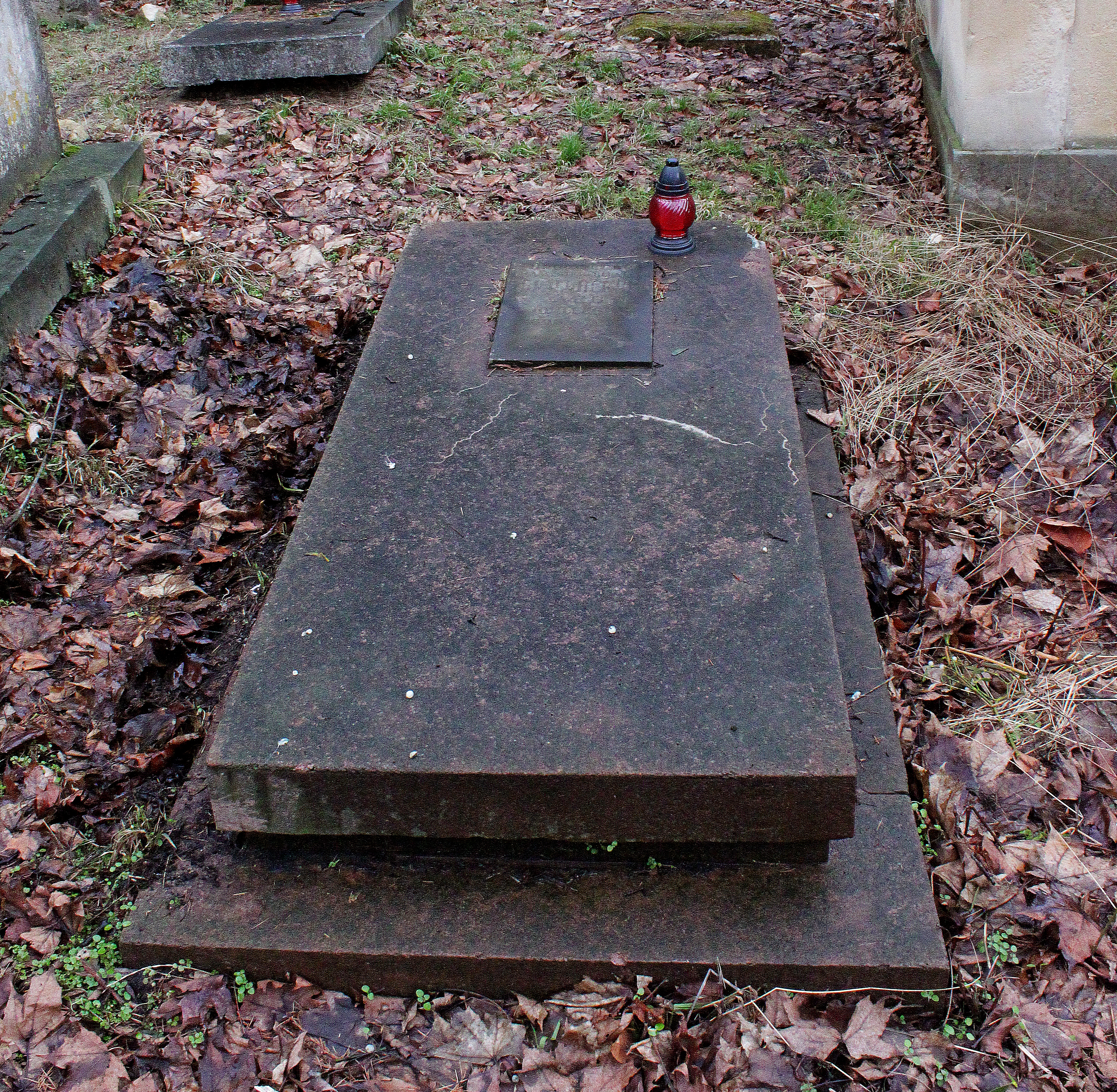

Лев Мойсейович Брагі́нський (нар. 23 березня 1896, Київ — пом. 17 березня 1953, Львів) — український радянський диригент.

## Біографія
Народився 11 [23] березня 1896 року в місті Києві (нині Україна). Протягом 1910—1913 років навчався гри на скрипці в Музично-драматичній школі імені Миколи Лисенка в Києві. У 1917 році закінчив Петроградську консерваторію (клас Іоаннеса Налбандяна).
Після здобуття освіти працював у Києві: був учасником струнного квартету, з 1919 року грав в оркестрі Київського міського театру. Одночасно навчавчався композиції у Болеслава Яворського та диригуванню у Лева Штейнберга. З 1923 року — диригент симфонічних оркестрів Клубу радпрацівників, кінотеатру «Шанцер». Протягом 1928—1934 років — диригент Київського оперного театру. Одночасно з 1929 року виступав у складі фортепіанного тріо разом із Віктором Косенком та Ізраїлем Козловим, у репертуарі якого були твори Віктора Косенка, Бедржіха Сметани, Антоніна Дворжака, Сергія Рахманінова, Антона Аренського та інших композиторів. У 1932–1934 роках викладав і очолював симфонічний оркестр у Київському музично-театральному технікумі.
Протягом 1934–1939 років працював диригентом Свердловського театру опери та балету, одночасно з 1936 року — Свердловської філармонії. Поруч із диригуванням у 1934–1939 роках очолював оперний клас Свердловської консерваторії.
У 1939–1941 роках — диригент, у 1942—1944 — головний диригент Державного симфонічного оркестру УРСР. Одночасно у 1939—1941 роках викладав у Київській консерваторії (з 1940 року — професор, головний диригент оперної студії). Член ВКП(б) з 1941 року.
У 1944—1953 роках (з перервою на 1949—1951 роки) — головний диригент Львівського театру опери та балету імені Івана Франка. Одночасно протягом 1944–1953 років викладав у Львівській консерваторії. Помер у Львові 17 березня 1953 року. Похований на 14 полі Личаківського цвинтаря.

## Творчість
у Київському оперному театрі поставив
- балет «Червоний мак» Рейнгольда Ґлієра (1928);
- опери
  - «Різдвяна ніч» Миколи Лисенка (1929);
  - «Золотий обруч» Бориса Лятошинського (1930);
  - «Джонні награє» Ернста Кренека (1930);
  - «Кармелюк» Валентина Костенка (1931);
  - «Лоенґрін» Ріхарда Ваґнера (1933);
  - «Гуґеноти» Джакомо Мейєрбера (1934)

у Львівському оперному театрі поставив опери
- «Наймичка» Михайла Вериківського (1945);
- «Запорожець за Дунаєм» Семена Гулака-Артемовського (1945);
- «Любов Ярова» Володимира Енке (1947, перше виконання);
- «Пікова дама» Петра Чайковського (1948);
- «Богдан Хмельницький» Костянтина Данькевича (1953).

## Відзнаки
- заслужений артист УРСР з 1931 року;
- заслужений діяч мистецтв Північно-Осетинської АРСР з 1944 року;
- заслужений діяч мистецтв УРСР з 1947 року;
- орден Трудового Червоного Прапора.